# Pustułka malgaska
Pustułka malgaska, pustułka madagaskarska (Falco newtoni) – gatunek małego ptaka drapieżnego z rodziny sokołowatych (Falconidae).
W języku kreolskim określa się go mianem katiti, a w języku malgaskim hitsikitsika. Jego nazwa łacińska wywodzi się od brytyjskiego ornitologa Edwarda Newtona. 
Wyróżnia się 2 podgatunki, żyjące na Madagaskarze i Aldabrze. Na tym drugim co do wielkości atolu koralowym występuje podgatunek Falco newtoni aldabranus. Jej najbliższy krewniak to pustułka seszelska, uważano je nawet za ten sam gatunek. Wydaje się, że ich wspólny przodek rozdzielił się na dwie linie gatunkowe bardzo niedawno, prawdopodobnie mniej niż milion lat temu w czasie wczesnego lub środkowego plejstocenu. Pustułka maskareńska jest dalszym krewniakiem pustułki malgaskiej (Groombridge i współpr. 2002).

## Charakterystyka

### Pustułka malgaska z Madagaskaru

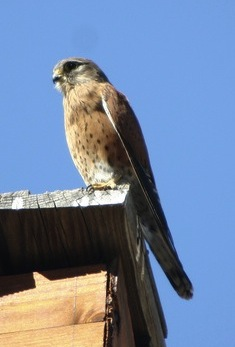
Pustułka malgaska żywi się głównie owadami

Ptak osiąga rozmiar 30 cm. Rozpiętość skrzydeł waha się od 180 do 195 mm u samców, a od 188 do 203 mm u samic. Samce ważą od 112 do 118 g, natomiast samice do 128 g. Głowa i kark samca są szarordzawe z ciemnymi smugami. Ciemna pręga przypominająca wąsy ciągnie się od podstawy dzioba do boków podgardla. Górne części ciała i pokrywy skrzydłowe mają kasztanową barwę z czarnym nakrapianiem. Wierzchnia strona ogona jest szara i posiada czarne plamki. Długie lotki są czarnobrązowe, choć od wewnętrznej strony ich barwa jest biała z kasztanowymi kropkami. Dolne części upierzenia są białawe. Krótsze lotki zewnętrzne są kasztanowe z czarnymi pręgami. Pierś, brzuch i spodnia strona pokryw skrzydłowych są pokryte czarnymi plamkami. Ogon jest szaro ubarwiony. Ma od 6 do 7 czarnych wąskich pasków i jeden szeroki pasek subterminalny. Wszystkie pióra mają białe końcówki. 

Występuje forma ruda, gdzie głowa i kark są prawie czarne. Reszta ciała i spodnia strona skrzydeł są ciemnokasztanowe z czarnymi smugami i plamkami. Podgardle posiada żółto-białą barwę. Spodnia część pokryw skrzydłowych jest szaro-biała z czarnym nakrapianiem. Głowa samic ma mocniej kasztanowy odcień. Dolne części ciała są mocniej kropkowane, a brązowy ogon posiada czarne paskowanie. U obu płci widoczny jest ciemnopopielaty kolor dzioba z czarnym zakończeniem. Woskówka ma żółtą barwę, podobnej barwy są nogi (choć u formy rudej są jasnobrązowe). 

Osobniki młodociane są podobnie ubarwione do samic.

### Pustułka malgaska z Aldabry
Pustułki malgaskie żyjące na Aldabrze wyglądają podobnie do populacji z Madagaskaru, ale są nieco mniejsze. Rozpiętość ich skrzydeł wynosi od 170 do 183 mm u samców i od 177 do 186 mm u samic. U niektórych samic upierzenie dolnych części ciała jest całkowicie białe.

### Głos
Pustułki malgaskie wydają ostre okrzyki iitsi, kitsi, kitsi, kitsi lub głośno powtarzany szczebiot.

## Występowanie i siedlisko
Pustułka malgaska ma szeroki zasięg występowania. Jej naturalne siedliska znajdują się na Madagaskarze, francuskiej wyspie Majotta i na Komorach. Gnieździ się na Madagaskarze, gdzie spotkać ją można na sawannach i mokradłach, ale również w sztucznym krajobrazie w otoczeniu osadnictwa ludzkiego na wysokościach od poziomu morza do 2000 m n.p.m. Rzadziej widuje się go w lasach. 

Pustułki z Aldabry występują na tamtejszym atolu, choć znane są dowody na obecność tego ptaka na wyspie Anjouan w archipelagu Komorów. 

## Okres lęgowy
Gniazda pustułki malgaskie zakładają na półkach skalnych, w budynkach, szczelinach w drzewach. Zajmuje też gniazda innych ptaków zbudowane z gałęzi, np. kruka srokatego.

Samica składa do 6 jaj, zwykle we wrześniu. Tylko ona je wysiaduje. Samiec w tym czasie ją karmi w regularnych odstępach czasu.

## Pożywienie
Owady dominują w diecie pustułki malgaskiej. Chwyta je zwykle w trakcie lotu. Znacznie rzadziej zjada małe ptaki, żaby i ssaki. Te jednak zbiera z ziemi. Polowanie rozpoczyna z niskiej gałęzi. Bardzo uważnie obserwuje swoją ofiarę lub zawisa w locie. Łowy mają miejsce najczęściej o świcie lub zmierzchu.

## Status
Międzynarodowa Unia Ochrony Przyrody (IUCN) uznaje pustułkę malgaską za gatunek najmniejszej troski (LC – least concern) nieprzerwanie od 1988 roku. Trend liczebności populacji uznaje się za wzrostowy.